# Valeria Ortega
Valeria Ortega Schettino (Concepción, 30 de agosto de 1986) é uma jornalista, modelo e apresentadora de televisão chilena. Ficou conhecida por participar do programa Calle 7 da TVN, bem como por ser coroada Rainha do Festival de Viña del Mar de 2012.